# 约旦行政区划
约旦行政区划包括12个省（括号内为首府）：

## 行政分區
括号内为首府
1. 伊尔比德省（伊尔比德）
2. 阿杰隆省（阿杰隆）
3. 杰拉什省（杰拉什）
4. 马弗拉克省（马弗拉克）
5. 拜勒加省（萨勒特）
6. 安曼省（安曼）
7. 扎尔卡省（扎尔卡）
8. 马代巴省（马代巴）
9. 卡拉克省（卡拉克）
10. 塔菲拉省（塔菲拉）
11. 马安省（马安）
12. 亚喀巴省（亚喀巴）

## 另見
- 約旦城市列表